# 후안 마누엘 바르가스
후안 마누엘 바르가스(Juan Manuel Vargas, 1983년 10월 5일, 페루 리마 ~)는 은퇴한 축구 선수이다. 페루 축구 국가대표팀이었으며, 2011년 코파 아메리카대회에도 페루 대표로 참가를 했다.